# 第43届青龙电影奖
《第43届青龙电影奖》（韓語：제 43회 청룡영화상），是韩国电影奖青龙电影奖的颁奖礼，于2022年11月25日举行。

## 评审团成员
第43届青龙电影奖评审团由8名成员构成：
- 姜惠贞（电影制作公司外柔内刚代表）
- 文瑾瑩（演员）
- 苏在贤（制作公司Studio Dragon制作人，《獵鑽緝兇》《流星》等剧总制作人）
- 李政赫（体育朝鲜娱乐部组长）
- 張恆俊（《記憶之夜》导演）
- 曹珍熙（淑明女子大學教授）
- 崔宰元（制作公司ANTHOLOGY STUDIOS代表）
- 韩俊熙（《D.P：逃兵追緝令》导演）

## 获奖及提名名单

### 最优秀作品奖
- 颁奖嘉宾：黄晸珉、丁海寅
- 获奖者：《分手的决心》
  - 《嬰兒轉運站》
  - 《王者制造：选战之狐》
  - 《闲山：龙的出现》
  - 《獵首密令》

### 导演奖
- 颁奖嘉宾：柳承完、崔志宇
- 获奖者：朴赞郁《分手的决心》
  - 是枝裕和《嬰兒轉運站》
  - 金漢珉《闲山：龙的出现》
  - 邊聖鉉《王者制造：选战之狐》
  - 韓在林《非常宣言》

### 新人导演奖
- 颁奖嘉宾：千玗嬉、李玹雨
- 获奖者：李政宰《獵首密令》
  - 朴伊雄《推土机上的少女》
  - 李相龙《犯罪都市2》
  - 郑智妍《主播》
  - 曹恩智《只有形式的罗曼史》

### 女主角獎
- 颁奖嘉宾：文素利、河正宇
- 获奖者：汤唯《分手的决心》
  - 朴素淡《極速快遞》
  - 廉晶雅《人生真美麗》
  - 林潤娥《共助2》
  - 千玗嬉《主播》

### 男主角獎
- 颁奖嘉宾：郑丽媛、薛景求
- 获奖者：朴海日《分手的决心》
  - 薛景求《王者制造：选战之狐》
  - 宋康昊《嬰兒轉運站》
  - 李炳憲《非常宣言》
  - 郑雨盛《獵首密令》

### 男配角獎
- 颁奖嘉宾：許峻豪、金裕贞
- 获奖者：卞约汉《闲山：龙的出现》
  - 高庚杓《分手的决心》
  - 丹尼尔·亨利《共助2》
  - 朴智煥《犯罪都市2》
  - 任时完《非常宣言》

### 女配角獎
- 颁奖嘉宾：金善映、朴星雄
- 获奖者：吴娜拉《只有形式的罗曼史》
  - 金素辰《非常宣言》
  - 徐恩秀《魔女2》
  - 李贞贤《分手的决心》
  - 田慧振《獵首密令》

### 新人男演員奖
- 颁奖嘉宾：鄭宰光、李瑜美
- 获奖者：金东辉《奇怪国家的数学家》
  - 無真星《只有形式的罗曼史》
  - 徐仁国《狼狩猎》
  - 邕圣祐《人生真美麗》
  - 李瑞埈《闲山：龙的出现》

### 新人女演員奖
- 颁奖嘉宾：孔升妍、玉澤演
- 获奖者：金惠奫《推土机上的少女》
  - 李知恩《嬰兒轉運站》
  - 高允贞《獵首密令》
  - 金信英《分手的决心》
  - 申诗雅《魔女2》

### 剧本奖
- 获奖者：丁瑞慶、朴贊郁《分手的决心》
  - 是枝裕和《嬰兒轉運站》
  - 邊聖鉉、金民洙《王者制造：选战之狐》
  - 金漢珉、尹洪基、李国家《闲山：龙的出现》
  - 李政宰、赵承熙《獵首密令》

### 摄影照明奖
- 获奖者：李模介（英语：Lee Mo-gae）（摄影）、李成焕（照明）《獵首密令》
  - 洪坰杓（摄影）、朴政宇（照明）《嬰兒轉運站》
  - 赵亨来（摄影）、李吉奎（照明）《王者制造：选战之狐》
  - 金泰圣（摄影）、金京硕（照明）《闲山：龙的出现》
  - 金智龍（摄影）、申相烈（照明）《分手的决心》

### 音乐奖
- 获奖者：曹永旭《分手的决心》
  - 郑在日《嬰兒轉運站》
  - 金俊锡《人生真美丽》
  - 金泰成《闲山：龙的出现》
  - 曹永旭《獵首密令》

### 美术奖
- 获奖者：韩亚凛《王者制造：选战之狐》
  - 孙敏廷《人生真美丽》
  - 赵和城《闲山：龙的出现》
  - 朴日贤《獵首密令》
  - 柳星姬《分手的决心》

### 剪辑奖
- 获奖者：金尚範（英语：Kim Sang-bum (film editor)）《獵首密令》
  - 金鲜珉《犯罪都市2》
  - 李江熙、安贤建《闲山：龙的出现》
  - 金尚范《王者制造：选战之狐》
  - 金尚范《分手的决心》

### 技术奖
- 获奖者：许明行、尹成民（动作指导）《犯罪都市2》
  - 洪政浩（VFX）《非常宣言》
  - 諸葛昇（VFX）《外星+人》
  - 郑成镇、郑哲民（VFX）《闲山：龙的出现》
  - 郭贞爱（服装设计）《分手的决心》

### 清净园短篇电影奖
- 颁奖嘉宾：尹施允、姜素拉
- 获奖者：柳钟锡《在凌晨两点点燃（새벽 두시에 불을 붙여）》

### 清净园人气明星奖
- 获奖者：高庚杓、李知恩、丹尼尔·海尼、林潤娥

### 最多观众奖
- 颁奖嘉宾：陳善圭、朴智煥
- 获奖者：《犯罪都市2》

## 评审团投票结果
以下结果包括网友投票（一票）。

| - 最优秀作品奖 《分手的决心》8票 《闲山：龙的出现》1票 - 导演獎 朴赞郁 8票 邊聖鉉 1票 - 男主角獎 朴海日 8票 宋康昊 1票 - 女主角獎 汤唯 7票 廉晶雅 2票 - 男配角獎 卞约汉 6票 任时完 2票 丹尼尔·海尼 1票 - 女配角獎 第一次投票 徐恩秀 4票 吴娜拉 2票 金素辰 1票 李贞贤 1票 田慧振 1票 第二次投票 吴娜拉 5票 徐恩秀 4票 - 新人男演員獎 金东辉 7票 徐仁国 1票 李瑞俊 1票 - 新人女演員獎 金惠奫 5票 李知恩 4票 - 新人导演獎 李政宰 6票 赵恩智 2票 朴利雄 1票 | - 剧本獎 《分手的决心》6票 《王者制造》3票 - 摄影照明奖 《狩猎》6票 《分手的决心》3票 - 剪辑奖 《狩猎》6票 《分手的决心》3票 - 音乐奖 《分手的决心》9票 - 美术奖 第一次投票 《王者制造》4票 《分手的决心》4票 《闲山：龙的出现》1票 第二次投票 《王者制造》5票 《分手的决心》3票 - 技术奖 第一次投票 《非常宣言》3票 《犯罪都市2》2票 《外星+人》2票 《闲山：龙的出现》1票 《分手的决心》1票 第二次投票 《犯罪都市2》5票 《外星+人》3票 《非常宣言》1票 - 短篇电影奖 《在凌晨两点点燃》6票 《他人的生活》2票 |